# Bartłomiej Skrzyński
Bartłomiej Zbigniew Skrzyński, ps. Skrzynia (ur. 12 lipca 1979 we Wrocławiu, zm. 15 września 2020 tamże) – polski dziennikarz i działacz społeczny, aktywista na rzecz osób niepełnosprawnych.

## Życiorys
Urodził się w 1979 r. w rodzinie Zbigniewa i Wandy. W wieku siedmiu lat zdiagnozowano u niego dystrofię mięśniową Duchenne’a, prowadzącą do postępującego zaniku mięśni.
Pracował jako dziennikarz, m.in. prowadził w TVP1 autorski program telewizyjny W-skers o osobach niepełnosprawnych, a także Bez barier w TVP Wrocław. Ponadto publikował w „Słowie Polskim”, „Gazecie Wyborczej” i „Panoramie Dolnośląskiej”. Ponadto pełnił funkcję dyrektora Biura Wrocław Bez Barier i rzecznika ds. niepełnosprawnych przy prezydentach Wrocławia Rafale Dutkiewiczu i Jacku Sutryku, w związku z czym konsultował m.in. projekty Teatru Capitol czy Portu Lotniczego Wrocław. Ponadto wykładał w Instytucie Dziennikarstwa i Komunikacji Społecznej Uniwersytetu Wrocławskiego.
Był jednym z twórców Parlamentu Młodzieży Wrocławia, gdy uczęszczał do szkoły średniej. Pracował także jako społeczny rzecznik prasowy Sejmiku Osób Niepełnosprawnych, prowadził kampanie na rzecz osób z niepełnosprawnością i zasiadał w Radzie Społecznej przy Rzeczniku Praw Obywatelskich, a także współtworzył Wolontariat Miejski na 46. Międzynarodowy Kongres Eucharystyczny. Założył również i kierował Fundacją W-skersi, organizującą m.in. dalekomorskie rejsy integracyjne i był współtwórcą oraz redaktorem naczelnym portalu niemabarier.dolnyslask.pl.
W kampanii wyborczej w 2018 r. był rzecznikiem prasowym kandydata na prezydenta Wrocławia Jacka Sutryka.
Znany jako propagator żużla, publikował w związku z tym m.in. w magazynie „Taśma w górę” i „Tygodniku Żużlowym”.
Zmarł 15 września 2020 r. we Wrocławiu i został pochowany w cztery dni później na cmentarzu na Pawłowicach.

## Odznaczenia
Wyróżniony m.in. Nagrodą Rzecznika Praw Obywatelskich im. Pawła Włodkowica (2013 r.). W 2018 roku otrzymał Srebrną Odznakę Honorową Wrocławia.
Pośmiertnie w 2020 odznaczony przez prezydenta Andrzeja Dudę Złotym Krzyżem Zasługi za zasługi w działalności społecznej na rzecz osób potrzebujących pomocy i wsparcia. 16 listopada 2020 r. pośmiertnie uhonorowany nagrodą specjalną przez Rzecznika Praw Obywatelskich. 16 lutego 2021 r. pośmiertnie odznaczony przez Prezydenta RP Andrzeja Dudę nagrodą specjalną im. Piotra Pawłowskiego.